# Renault Laguna II

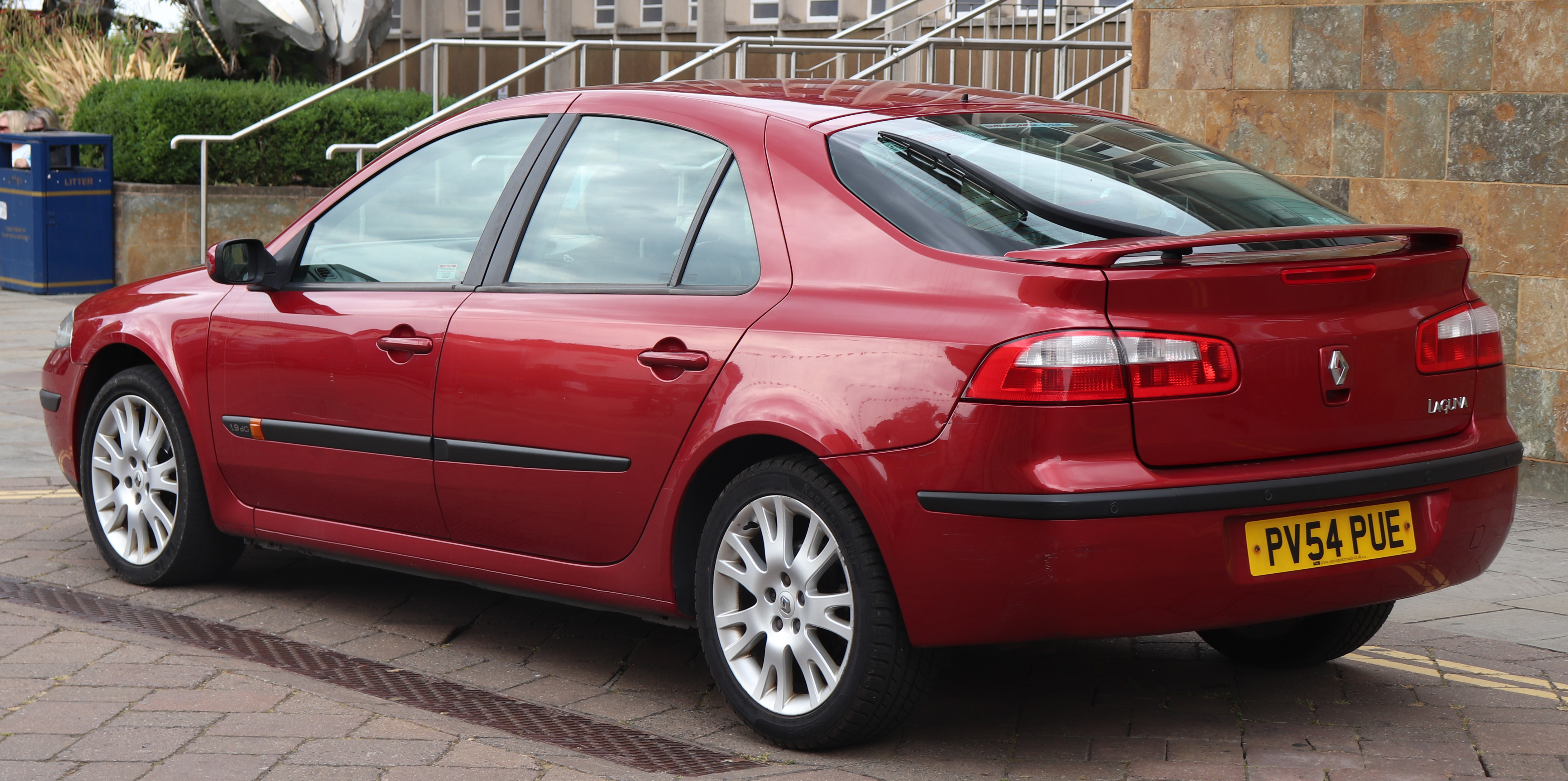
Renault Laguna II Phase I

La Renault Laguna II est un modèle automobile produit par le Constructeur automobile français Renault, lancé en 2001 et restylée en 2005. Elle est la seconde génération de Laguna.
Si sa devancière (la Laguna I) était réputée pour sa fiabilité, celle-ci a connu de nombreuses avaries qui ont terni sa réputation même si le restylage de 2005 améliorera les choses à ce niveau là. Sa sortie a en effet été entachée de très nombreux problèmes électroniques, concernant notamment la carte « mains libres » (conçue par Valeo) destinée à remplacer la clé de contact, ce qui a nui à sa réputation. Sur le plan mécanique, les 1.9 dCi 110 et 120 ch et 2.2 dCi ont connu de nombreuses casses de turbo, de boîte de vitesses, de bielles et même parfois de moteur (2001, 2002), des problèmes de rotules de suspensions, rotules de directions et axiales, silentblocs de trains arrière, ressorts d'amortisseurs qui cassent... Ce modèle avait déjà un taux de contre-visites très élevé, dès le premier contrôle technique (à 4 ans). Sa production annuelle, toujours à Sandouville est passée de 210 000 unités en 2002 à 144 500 en 2004 puis 82 700 en 2006.
Cette voiture se caractérise par un bon confort, un excellent comportement routier mais surtout par son excellent niveau de sécurité passive car elle est la première voiture au monde à décrocher cinq étoiles au crash test Euro NCAP. De plus, l'ESP est monté de série sur tous les modèles, même ceux d'entrée de gamme, ce qui n'était pas le cas de la concurrence. Elle a été équipée de nombreux moteurs essence et Diesel comportant tous quatre cylindres en ligne, à l'exception du moteur 3 litres à essence.

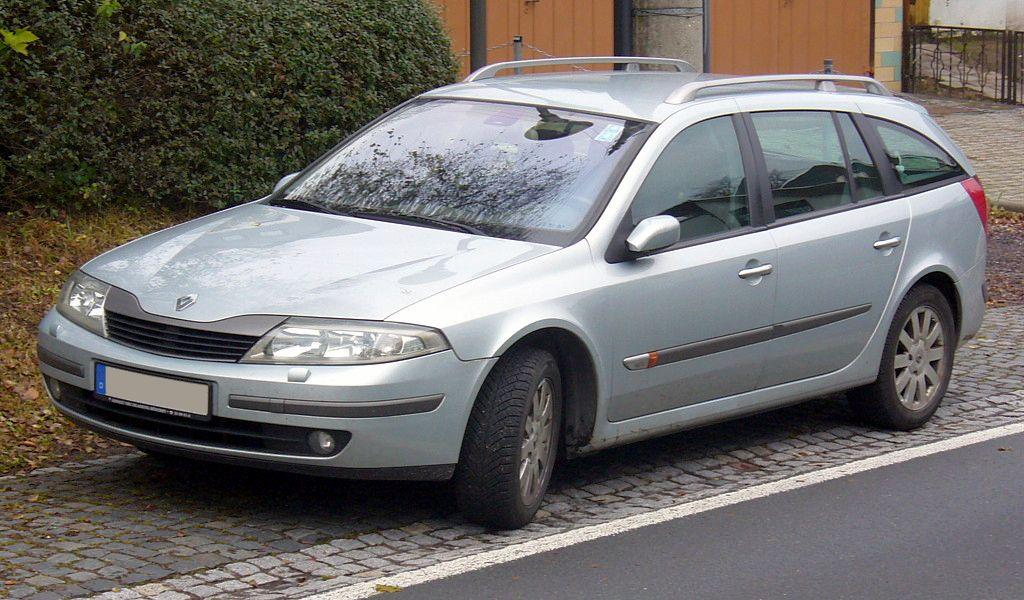
Renault Laguna II Phase I Estate

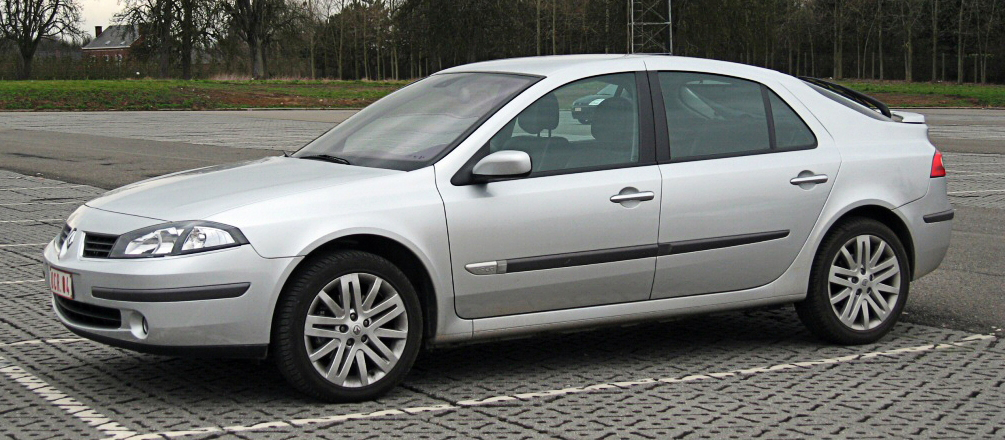
Laguna II phase 2

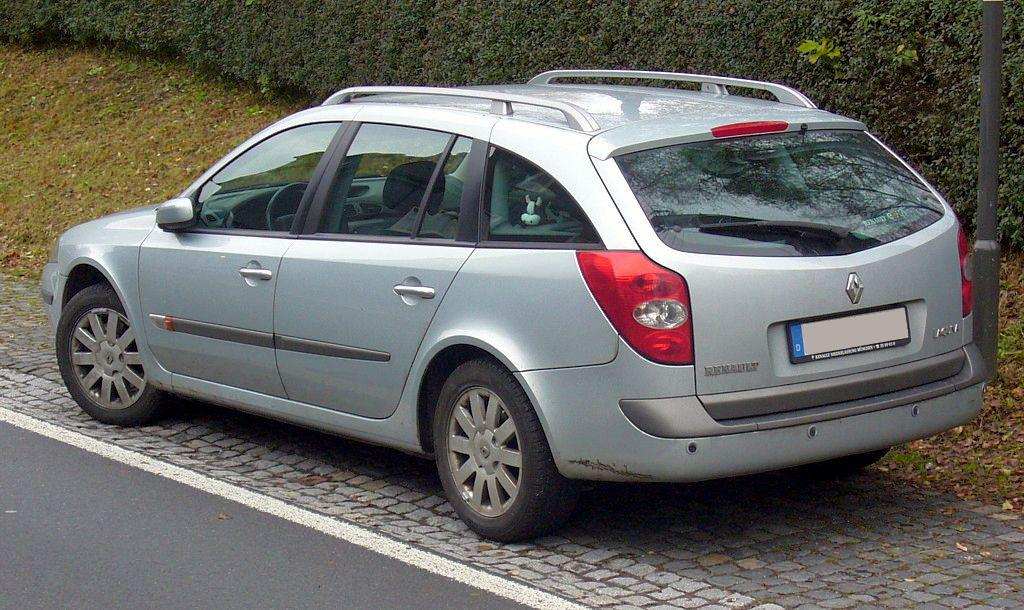
Renault Laguna II Phase I Estate

## Motorisation
Essence :
- 1.6 16v 110 ch
- 1.8 16v 121 ch
- 2.0 16v 136 ch (le 2 litres 140 ch, moteur conçu conjointement avec Nissan, n'est pas disponible sur la Laguna II·phase 2)
- 2.0 16v 140 ch IDE à injection directe essence (produite seulement de 2001 à 2003)
- 2.0 16v turbos 165 ch (passé 170 ch en phase 2)
- 2.0 16v turbo 205 ch (version GT, disponible sur la phase 2 uniquement)
- 3.0 V6 24v L7X 210 ch issu de la collaboration avec PSA et Renault

Diesel :
- 1.9 dCi 100, 109 et 120 ch (remplacés par 1.9 dCi 95, 110 et 125/130 ch en 2005)
- 2.2 dCi 140 ch (boîte automatique uniquement)
- 2.2 dCi 150 ch
- 2.0 dCi 150 et 175 ch (bloc apparu en 2005, avec la phase 2, en remplacement du 2.2 dCi)[5]

| Essence            | 1.6 16V | 1.8 16v | 2.0 16v | 2.0 16v IDE | 2.0T 165 | 2.0T 170 | 2.0T 205 | 3.0 V6 |
| Génération         | Phase 1/2 | Phase 1 | Phase 1/2 | Phase 1 | Phase 1 | Phase 2 | Phase 2 GT | Phase 1/2 |
| Code Moteur        | K4M | F4P | F4R | F5R | F4Rt | F4Rt | F4Rt | L7X |
| Cylindrée          | 1 598 cm3 | 1 783 cm3 | 1 998 cm3 | 1 998 cm3 | 1 998 cm3 | 1 998 cm3 | 1 998 cm3 | 2 946 cm3 |
| Puissance          | 110 ch (81 kW) | 117 ch (86 kW) | 135 ch (99 kW) | 140 ch (103 kW) | 165 ch (120 kW) | 170 ch (125 kW) | 205 ch (150 kW) | 210 ch (152 kW) |
| Consommation mixte | 7,4 L/100 km | 7,5 L/100 km | 7,9 L/100 km | 7,7 L/100 km | 8,2/100 km | 8,4 L/100 km | 8,5 L/100 km | 9,9 L/100 km |
| Couple             | 148 N m à 3 750 tr/min                                                                                                | 170 N m à 3 750 tr/min                                                                                                | 195 N m à 3 750 tr/min                                                                                                | 200 N m à 4 250 tr/min                                                                                                | 270 N m à 3 250 tr/min                                                                                                | 270 N m à 3 250 tr/min                                                                                                | 300 N m à 3 000 tr/min                                                                                                | 285 N m à 3 750 tr/min                                                                                                |
| Chevaux fiscaux    | 7 CV | 7 CV | 9/8 CV | 9 CV | 10 CV | 11 CV | 13 CV | 14 CV |
| 0 à 100 km/h       | 11,5 s | 10,8 s | 9,8 s | 9,8 s | 8,5 s | 8,4 s | 7,2 s | 8 s |
| Distribution       | doubles arbres à cames en tête entraînés par courroie crantée, culasse en aluminium, 4 soupapes en tête par cylindre. | doubles arbres à cames en tête entraînés par courroie crantée, culasse en aluminium, 4 soupapes en tête par cylindre. | doubles arbres à cames en tête entraînés par courroie crantée, culasse en aluminium, 4 soupapes en tête par cylindre. | doubles arbres à cames en tête entraînés par courroie crantée, culasse en aluminium, 4 soupapes en tête par cylindre. | doubles arbres à cames en tête entraînés par courroie crantée, culasse en aluminium, 4 soupapes en tête par cylindre. | doubles arbres à cames en tête entraînés par courroie crantée, culasse en aluminium, 4 soupapes en tête par cylindre. | doubles arbres à cames en tête entraînés par courroie crantée, culasse en aluminium, 4 soupapes en tête par cylindre. | doubles arbres à cames en tête entraînés par courroie crantée, culasse en aluminium, 4 soupapes en tête par cylindre. |
| Transmission       | BVM5 | BVM5/BVA4 | BVM5/BVA4 | BVM5 | BVM6/BVA5 | BVM6/BVA5 | BVM6/BVA5 | BVA5 |

| Diesel                            | 1.9 dCi 95 | 1.9 dCi 100 | 1.9 dCi 110 | 1.9 dCi 110 FAP | 1.9 dCi 115 FAP | 1.9 dCi 120 | 1.9 dCi 125 FAP | 1.9 dCi 130 FAP | 2.0 dCi 150                                                                                                 | 2.0 dCi 175 FAP                                                                                             | 2.2 dCi 140 FAP | 2.2 dCi 150 |
| Génération                        | Phase 2 | Phase 1 | Phase 1/2 | Phase 2 | Phase 2 | Phase 1/2 | Phase 2 | Phase 2 | Phase 2 | Phase 2 | Phase 2 | Phase 1/2 |
| Code Moteur                       | F9Q | F9Q | F9Q | F9Q | F9Q | F9Q | F9Q | F9Q | M9R | M9R | G9T | G9T |
| Cylindrée                         | 1870 cm3 | 1870 cm3 | 1870 cm3 | 1870 cm3 | 1870 cm3 | 1870 cm3 | 1870 cm3 | 1870 cm3 | 1995 cm3 | 1995 cm3 | 2188 cm3 | 2188 cm3 |
| Puissance                         | 95 ch (68 kW) | 100 ch (74 kW) | 110 ch (79 kW) | 110 ch (79 kW) | 115 ch (85 kW) | 120 ch (88 kW) | 125 ch (92 kW) | 130 ch (96 kW) | 150 ch (110 kW)                                                                                             | 175 ch (127 kW)                                                                                             | 140 ch (102 kW) | 150 ch (110 kW) |
| Consommation mixte                | 5,9 L/100 km | nc | 5,5 L/100 km | 5,9 L/100 km | 6,9 L/100 km | 5,5 L/100 km | 5,9 L/100 km | 5,9 L/100 km | 5,8 L/100 km                                                                                                | 6 L/100 km                                                                                                  | 7,7 L/100 km | 6,5 L/100 km BVM 7,6 L/100 km BVA                                                                                     |
| Couple                            | 230 N m à 2 000 tr/min                                                                                             | 200 N m à 1 500 tr/min                                                                                             | 250 N m à 1 750 tr/min                                                                                             | 260 N m à 2 000 tr/min                                                                                             | 250 N m à 1 600 tr/min                                                                                             | 270 N m à 2 000 tr/min                                                                                             | 300 N m à 2 000 tr/min                                                                                             | 300 N m à 2 000 tr/min                                                                                             | 340 N m à 2 000 tr/min                                                                                      | 360 N m à 1 750 tr/min                                                                                      | 320 N m à 1 750 tr/min                                                                                                | 320 N m à 1 750 tr/min                                                                                                |
| Chevaux fiscaux                   | 6 CV | 6 CV | 6 CV | 7 CV | 7 CV | 7 CV | 7 CV | 7 CV | 8 CV | 10 CV | 9 CV | 9 CV BVM 10 CV BVA |
| 0 à 100 km/h                      | 13,6 s | nc | 12,3 s | 12,1 s | 13 s | 10,7 s | 10,5 s | 10,5 s | 8,9 s | 8,4 s | 10,4 s | 9,8 s BVM 10,3 s BVA                                                                                                  |
| Distribution (Nombre de soupapes) | simple arbre à cames en tête entraîné par courroie crantée, culasse en aluminium, 2 soupapes en tête par cylindre. | simple arbre à cames en tête entraîné par courroie crantée, culasse en aluminium, 2 soupapes en tête par cylindre. | simple arbre à cames en tête entraîné par courroie crantée, culasse en aluminium, 2 soupapes en tête par cylindre. | simple arbre à cames en tête entraîné par courroie crantée, culasse en aluminium, 2 soupapes en tête par cylindre. | simple arbre à cames en tête entraîné par courroie crantée, culasse en aluminium, 2 soupapes en tête par cylindre. | simple arbre à cames en tête entraîné par courroie crantée, culasse en aluminium, 2 soupapes en tête par cylindre. | simple arbre à cames en tête entraîné par courroie crantée, culasse en aluminium, 2 soupapes en tête par cylindre. | simple arbre à cames en tête entraîné par courroie crantée, culasse en aluminium, 2 soupapes en tête par cylindre. | doubles arbres à cames en tête entraînés par chaîne, culasse en aluminium, 4 soupapes en tête par cylindre. | doubles arbres à cames en tête entraînés par chaîne, culasse en aluminium, 4 soupapes en tête par cylindre. | doubles arbres à cames en tête entraînés par courroie crantée, culasse en aluminium, 4 soupapes en tête par cylindre. | doubles arbres à cames en tête entraînés par courroie crantée, culasse en aluminium, 4 soupapes en tête par cylindre. |
| Transmission                      | BVM6 | BVM6 | BVM6 | BVM6 | BVA4 | BVM6 | BVM6 | BVM6 | BVM6 | BVM6 | BVA5 | BVM6/BVA5 |

## Équipements de la Laguna II
Authentique :
- ABS et AFU (Aide au Freinage d'Urgence)
- Six coussins gonflables de sécurité (« airbags »)
- Condamnation et démarrage par carte
- Climatisation manuelle
- Éclairage d’accompagnement
- Vitres avant et arriere électriques (sur Estate uniquement)
- Autoradio CD

Confort Expression :

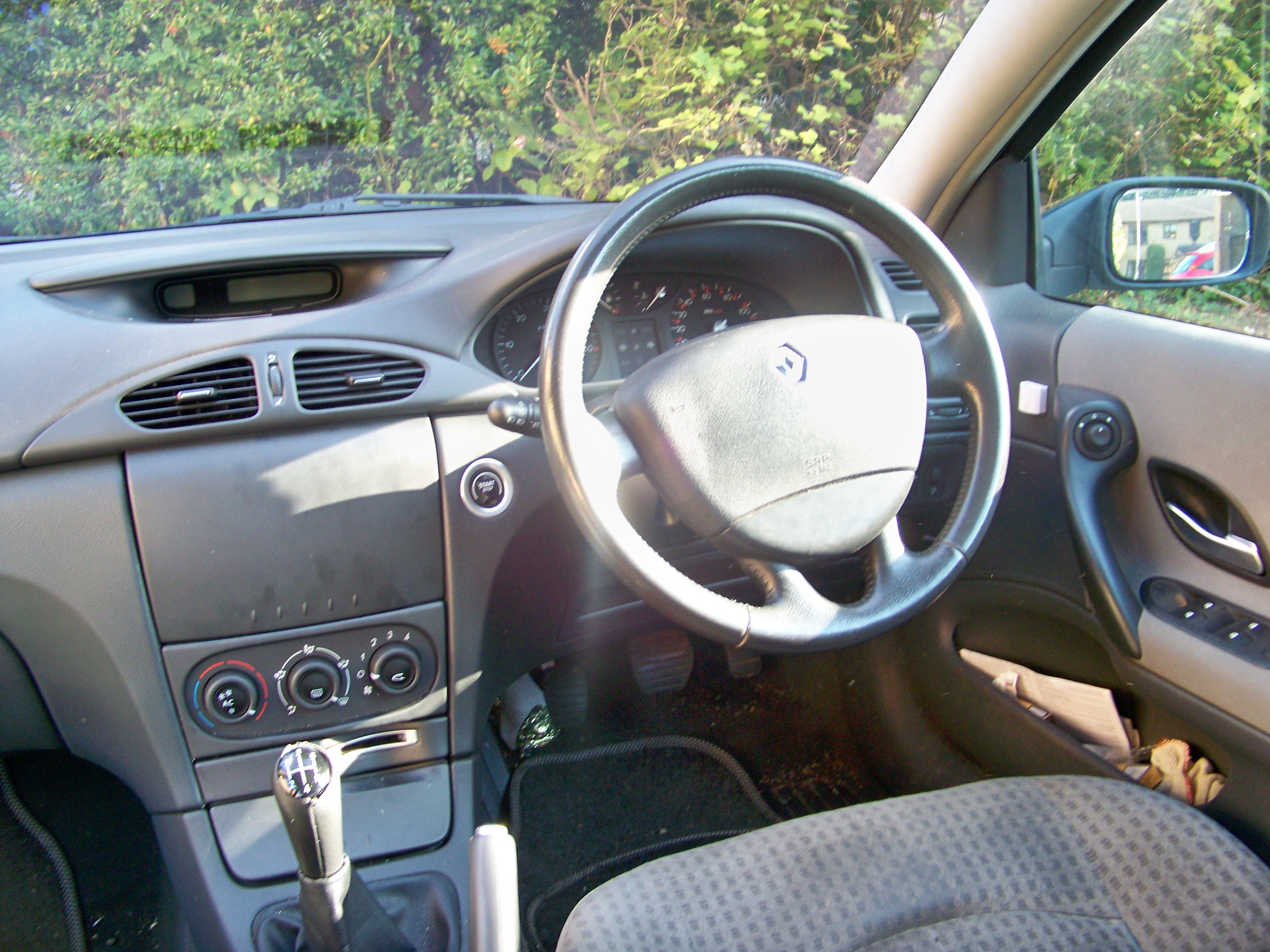
Laguna Expression

- Phares et essuie-glaces automatiques (pas sur Expression)
- Climatisation automatique bi-zones
- Frein de parking assisté (pas sur Expression)
- Vitres électriques à l’arrière
- Rétroviseurs rabattables électriquement
- Stores latéraux arrière

Confort Dynamique :
Cette version est dérivée de la Confort expression, mais avec une présentation plus sportive (Jantes alliage, sellerie spécifique)
Luxe Dynamique :
ordinateur de bord
- Recyclage de l’air automatique
- Autoradio Cabasse CD 8 HP
- Rétroviseur intérieur électrochrome
- Estate : Lunette arrière ouvrante indépendamment du hayon
- Boite automatique indisponible
- Sellerie cuir/tissus

Luxe Privilège :
- Elle est dérivée de la Luxe Dynamique, mais sellerie spécifique (sellerie cuir/velours), et jantes de 16 pouces au lieu de 17. Cette version est axée confort.
- Huit coussins gonflables de sécurité (« airbags »)
- Store de lunette arrière

Initiale :
- Carminat navigation et communication
- Direction à assistance variable paramétrique sur le V6
- Régulateur/Limiteur de vitesse
- Autoradio Cabasse à changeur 6 CD, 4 x 50 W
- Rétroviseurs à mémoire
- Sièges électriques et chauffants, mémoire pour le conducteur
- Store de plage arrière sur la berline
- Phares xénon

GT :
Dérivée de l’ambiance dynamique, mais uniquement couplée avec le tout nouveau moteur 2 L Turbo essence de 205 ch et 2 L Diesel de 175 ch.
- Châssis spécifique, berline ou break
- Carte mains-libres
- Phare bi-xénon
- Autoradio Cabasse CD 8 HP
- Sièges avant électriques et chauffants